# Mathieu Jaminet

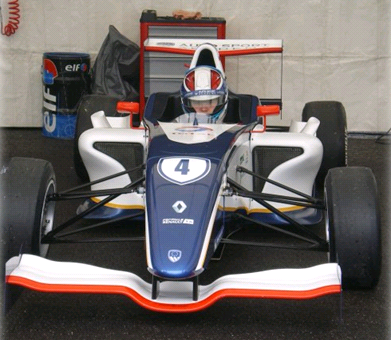
Mathieu Jaminet im Formel-4-Eurocup 2012

Mathieu Jaminet (* 24. August 1994 in Hayange) ist ein französischer Automobilrennfahrer. 

## Karriere
Jaminet wurde 2018 gemeinsam mit Robert Renauer Meister im ADAC GT Masters auf einem Porsche 911 GT3R. Jaminet wurde  Werksfahrer bei Porsche und fuhr in der VLN Langstreckenmeisterschaft für das deutsche  Team Frikadelli Racing.

## Statistik

### Karrierestationen
| - 2006–2009: Kartsport - 2010: F4 Eurocup 1.6 (Platz 3) - 2011: Formel Renault 2.0 Eurocup (Platz 16) - 2012: RCZ Racing Cup France (Meister) - 2013: französische GT-Meisterschaft (Platz 18) - 2014: RCZ Racing Cup France (Platz 37) - 2015: Porsche Carrera Cup Frankreich (Platz 2) - 2016: Porsche Carrera Cup Frankreich (Meister) - 2016: Porsche Supercup (Platz 3) | - 2017: ADAC GT Masters (Platz 8) - 2018: ADAC GT Masters (Meister) - 2019: Blancpain GT Series Endurance Cup (Platz 7) - 2019: Intercontinental GT Challenge (Platz 6) - 2020: ADAC GT Masters (Platz 27) - 2020: 24-Stunden-Rennen auf dem Nürburgring (Platz 7) - 2020: GT World Challenge Europe (Platz 2) - 2020: Intercontinental GT Challenge (Platz 2) - 2021: ADAC GT Masters (Platz 2) - 2022: 24-Stunden-Rennen von Daytona (Klassensieg) |

### Le-Mans-Ergebnisse
| Jahr | Team                      | Fahrzeug            | Teamkollege         | Teamkollege     | Platzierung | Ausfallgrund     |
| ---- | ------------------------- | ------------------- | ------------------- | --------------- | ----------- | ---------------- |
| 2019 | Porsche GT Team           | Porsche 991 RSR GTE | Sven Müller         | Dennis Olsen    | Rang 27     |                  |
| 2023 | Porsche Penske Motorsport | Porsche 963         | Felipe Nasr         | Nick Tandy      | Ausfall     | kein Benzindruck |
| 2024 | Porsche Penske Motorsport | Porsche 963         | Felipe Nasr         | Nick Tandy      | Ausfall     | Unfall           |
| 2025 | Porsche Penske Motorsport | Porsche 963         | Michael Christensen | Julien Andlauer | Rang 6      |                  |

### Sebring-Ergebnisse
| Jahr | Team                      | Fahrzeug           | Teamkollege         | Teamkollege    | Teamkollege       | Platzierung            | Ausfallgrund |
| ---- | ------------------------- | ------------------ | ------------------- | -------------- | ----------------- | ---------------------- | ------------ |
| 2018 | Wright Motorsports        | Porsche 911 GT3 R  | Robert Renauer      | Patrick Long   | Christina Nielsen | Rang 22                |              |
| 2019 | Porsche GT Team           | Porsche 911 RSR    | Laurens Vanthoor    | Earl Bamber    |                   | Rang 14                |              |
| 2021 | WeatherTech Racing        | Porsche 911 RSR-19 | Matt Campbell       | Cooper MacNeil |                   | Rang 8 und Klassensieg |              |
| 2022 | Pfaff Motorsports         | Porsche 911 GT3 R  | Matt Campbell       | Felipe Nasr    |                   | Rang 20                |              |
| 2023 | Porsche Penske Motorsport | Porsche 963        | Dane Cameron        | Nick Tandy     |                   | Ausfall                | Unfall       |
| 2024 | Porsche Penske Motorsport | Porsche 963        | Frédéric Makowiecki | Nick Tandy     |                   | Rang 9                 |              |
| 2025 | Porsche Penske Motorsport | Porsche 963        | Matt Campbell       | Kévin Estre    |                   | Rang 2                 |              |

### Einzelergebnisse in der FIA-Langstrecken-Weltmeisterschaft
| Saison  | Team           | Rennwagen       | 1   | 2   | 3   | 4   | 5   | 6   | 7   | 8   |
| ------- | -------------- | --------------- | --- | --- | --- | --- | --- | --- | --- | --- |
| 2018/19 | Porsche        | Porsche 991 RSR | SPA | LEM | SIL | FUJ | SHA | SEB | SPA | LEM |
| 2018/19 | Porsche        | Porsche 991 RSR |     |     |     |     | 27  |     |     |     |
| 2023    | Team Penske    | Porsche 963     | SEB | POR | SPA | LEM | MON | FUJ | BAH |     |
| 2023    | Team Penske    | Porsche 963     | DNF |     |     |     |     |     |     |     |
| 2024    | Team Penske    | Porsche 963     | KAT | IMO | SPA | LEM | SAO | AUS | FUJ | BAH |
| 2024    | Team Penske    | Porsche 963     | DNF |     |     |     |     |     |     |     |
| 2025    | Porsche Penske | Porsche 963     | KAT | IMO | SPA | LEM | SAO | AUS | FUJ | BAH |
| 2025    | Porsche Penske | Porsche 963     | 10  | 11  |     | 6   |     |     |     |     |